# 커트 코베인
커트 도널드 코베인(영어: Kurt Donald Cobain, 1967년 2월 20일 ~ 1994년 4월 5일)은 미국의 싱어송라이터이며 록 밴드 너바나의 프론트맨이다. X세대의 대변자로서 크게 알려졌으며 아울러 얼터너티브 록에 있어서 가장 중요한 음악인으로서 평가된다.
워싱턴주 애버딘 출신이고, 1987년 크리스 노보셀릭과 애런 벅하드와 손잡고 너바나를 창단했다. 이들이 활동하고 그 세를 키운 곳은 시애틀의 음악 신(이곳의 음악은 그런지의 발상이 된다). 이후 주류 레이블 DGC 레코드와 계약하고서 발표한 〈Smells Like Teen Spirit〉 및 이 곡의 앨범 《Nevermind》로써 전세계적으로 일약 유명해졌다. 이 성공으로 하여 코베인은 동세대의 목소리(voice of his generation)로조차 추어올려졌으나 코베인 자신은 이를 몹시 못마땅히 여겼고 아울러 자기의 사상 및 예술적 지향을 대중이 왜곡되이 받아들이고 있다 여겼다.
말년에 접어들어 코베인은 헤로인 중독과 우울증 따위의 만성질병으로 고통받았다. 더구나 명성에 따른 압박 및 코트니 러브와의 결혼문제 및 개인사적 문제로 앓았다. 1994년 3월 샴페인과 로히프놀의 과용으로 인한 약물 상호작용으로 쓰러져 병원에 실려갔으며 이 때문에 카운슬링과 중독치료 프로그램을 받게 되었다. 그러나 노력이 무색하게 1994년 4월 8일 향년 27세로 시애틀 자택에서 주검으로 발견되었다. 경찰의 밝힌 바 사망시각 및 사인은 4월 5일경 엽총으로 인한 자살로 확인되었다.
사후 2014년 너바나의 일원으로서 크리스 노보셀릭, 데이브 그롤과 더불어 로큰롤 명예의 전당에 헌액되었다. 《롤링 스톤》 선록 '역사상 가장 위대한 송라이터 100인' 및 '가장 위대한 기타리스트 100인' 및 '가장 위대한 싱어 100인' 중 한 명, MTV 선록 '음악에 있어 가장 위대한 목소리 22인' 중 7위,《히트 퍼레이더》 선록 '역사상 가장 위대한 메탈 싱어 100인' 중 20위를 차지했다.

## 출생부터 너바나의 결성까지

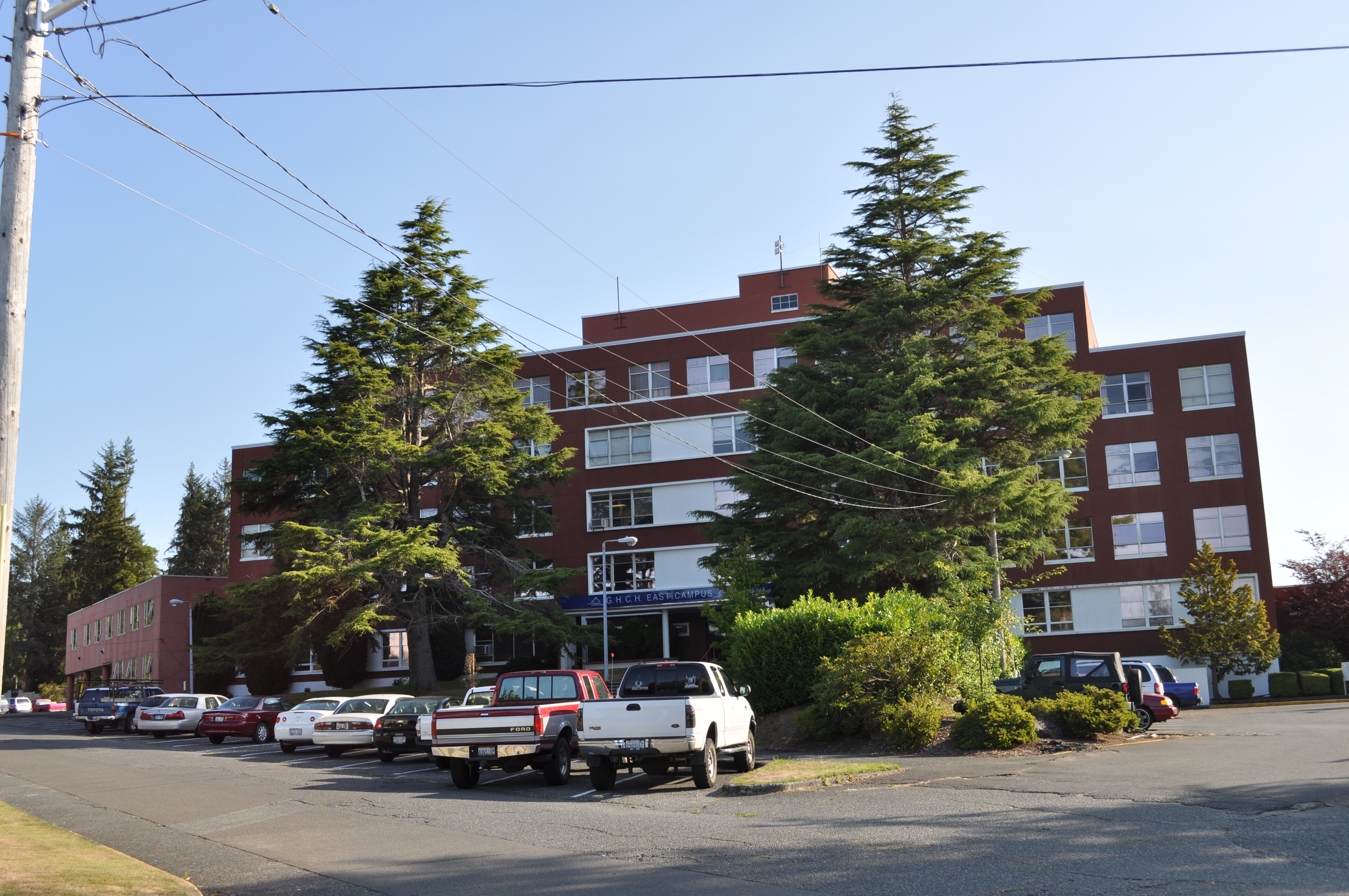
그레이스 하버 병원.

1967년 2월 20일, 미국 워싱턴주 애버딘의 그레이스 하버 병원(Grays Harbor Hospital)에서 태어났다. 모친은 당시 웨이트리스이던 웬디 엘리자베스, 부친은 당시 차량정비공이던 도널드 리랜드 코베인. 두 부모가 결혼하기는 1965년 7월 31일 아이호주 코어 드얼린에서였다.
코베인의 조계는 네덜란드, 영국인, 프랑스인, 독일인, 아일랜드인, 스코틀랜드인까지를 아우른다.:13:7 그의 직계가 되는 아일랜드 쪽 조상은 1875년경 티론주 캐릭모에서부터 이주하였다.:7 연구자들의 조사에 의하면 이들은 신발공이었는데 원래의 성은 'Cobane'이었다 한다. 처음 이주할 당시는 캐나다 온타리오주의 콘월에 정착하였다가 이후 워싱턴주로 옮아갔다. 코베인 자신은 자기의 조상이 코크주에서 왔다고 믿었던 모양이다.
코베인 가문은 음악적으로 썩 관계가 깊다. 외삼촌 척 프랜덴버그는 밴드 '더 비치콤버스(The Beachcombers)'에서 활동한 음악인이었고, 이모 마리 얼 역시 이 밴드에서 기타를 맡아 활동했다. 증조부 델버트 코베인은 아일랜드계의 테너였는데 1930년 영화 《킹 오브 재즈》에서 그 모습을 찾아볼 수 있다.
어렸을 적의 코베인은 행복하고 또 성질이 휙휙 바뀌는 아이였다. 아울러 섬섬하고도 또 조심스러운 면모가 있었다. 코베인의 예술적 재능은 이때부터 조짐을 드러냈다는 모양이다. 자기 침실에서 《검은 늪지대의 생명체》나 《도널드 덕》 등 영화며 만화의 등장인물을 그리곤 했으며,:11 전문으로 예술가로서 활동하던 조모 이리스 코베인은 이러한 그의 예술에의 열정을 몹시 칭찬하였다 한다. 코베인은 미술 외 음악에서도 관심을 드러내기 시작했다. 이모 마리의 회고한 바에 의하면 두 살 때 노래를 따라 부르게 되었으며 네 살 때는 피아노를 치면서 노래도 했으며 더구나 근처의 공원에 갔다온 경험을 가지고 노래를 쓰기도 했다는 것이다. 라몬즈와 일렉트릭 라이트 오케스트라를 벌써 들었었으며 아울러 즐겨 노래한 곡으로 알로 거스리의 〈Motorcycle Song〉, 비틀즈의 〈Hey Jude〉, 테리 잭스의 〈Seasons in the Sun〉, 몽키스가 나오던 텔레비전 프로의 주제가가 있었다.:9
1970년 4월 24일에 여동생 킴벌리 코베인이 태어났다.
코베인이 9살이 되었을 적 즉 1976년 부모는 이혼했다.:20 후일 코베인 자신이 밝히되 이 일이 자기의 삶에 거대한 영향을 미쳤다 했으며, 또한 코베인의 모친 역시도 이때를 기점으로 그의 성격이 극적으로 변화하였다고 했다. 즉 그의 성격이 내성적으로 반항적으로 변한 것이다.:17 이하는 1993년의 인터뷰에서 한 말이다.
몇 가지 이유들로 해서 수치심을 느꼈다. 내 부모가 정말이지 수치스러웠다. 학교의 친구들에게조차 얼굴을 제대로 내밀지 못할 지경이었다. 그 당시 나는 정말이지 평범한, 전형한 가족을 원했었던 것이다. 엄마와 아빠가 있는 그런. 나는 그런 것을 보장받고 싶었던 것이다. 그래서 몇 년간은 부모를 몹시도 증오스럽게 여겼다.

코베인의 부모 모두 얼마 되지도 않아서 새로운 반려자를 찾았다. 부친 쪽은 코베인과 재혼하지 않겠단 약속까지 했음에도 제니 웨스테비와 재혼하여 코베인을 경악시켰다.:24 코베인과 계모 웨스테비 및 그의 두 자녀 즉 민디, 제임스는 곧 새로운 가정집으로 이사했다. 자기의 원했던 바 모성을 웨스테비에게서 구할 수 있었기에 처음에는 웨스테비를 따랐었다.:25 1979년 1월 웨스테비와 부친 사이에서 채드 코베인이 탄생했다.:24 그러나 코베인이 생각하기에 이 새로운 가정은 자기가 원하는 바 이상적 가정이 아니었다. 지금의 가정과 자기가 아들로서 사랑을 독점하던 옛날과는 천양지차가 있었던 것이다. 코베인의 불만은 곧 계모를 향했다.:24,25 그리고 모친은 웬 망나니와 연애하기 시작했다. 코베인 자신이 모친을 향한 가정폭력을 목격하기도 했는데 한번은 모친의 팔이 부러져 병원의 신세를 진 적도 있었다.:25,26 이러고도 웬디는 고소를 하기는커녕 지금까지처럼 관계를 계속하기로 했다.:26

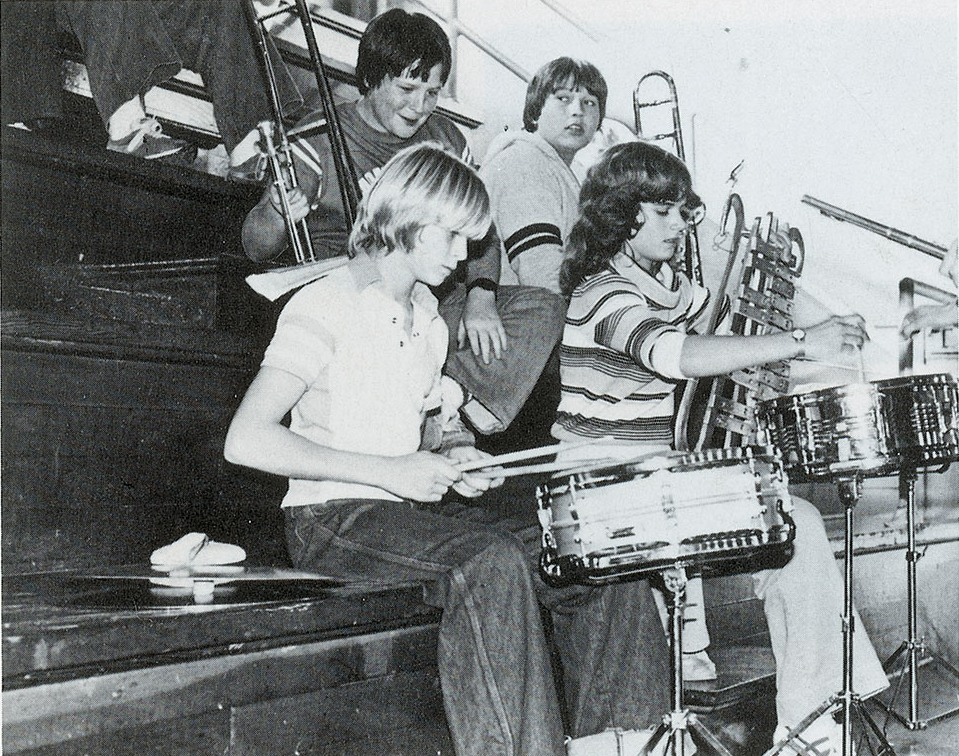
1981년경 몬테사노 고등학교에서 드럼을 만지는 코베인.

코베인은 점차 어른에게 불손해졌으며 더구나 학교에서는 다른 학생을 따돌림하고 다녔다. 그의 비행이 이렇자 결국 친가 쪽에서 테라피스트에 보내기도 했는데 그의 내린 결론은 결손가족에 따른 변화라는 것이었다.:26 양가(兩家)에서 친부모를 다시 붙여 보려는 시도를 해 보았으나 헛일이었다. 1979년 6월 28일 모친 쪽에서 코베인의 전양육권을 넘겨받았다.:27 부친의 무관심에 코베인의 사춘기적 반항은 걷잡을 수 없는 것이 되어 갔다. 한번은 신생기독교 가정이었던 친구인 제시 리드의 집에 몸을 부친 적이 있었는데 당시의 코베인은 기독교를 깊게 믿고서 교회에도 정기적으로 드나들었다 한다. 그러나 이러한 믿음은 오래가지 않았다. 후일의 그의 〈Lithium〉은 이때의 경험을 살린 것으로서 종교는 그의 이후의 삶에 거대한 영향을 주었다.:22:196:69
코베인 자신은 운동에 별 관심이 없었지만 부친의 고집으로 고등학교의 레슬링부에 들어간 적이 있었다. 그러면서 꽤 레슬링에 능숙해졌지만 이 경험을 본인 스스로는 경멸했다. 코베인은 부친을 실망시키려는 의중에서 항상 매 매치마다 져 주었는데 이럴 때마다 동료와 코치의 조롱을 감수해야 했던 것이다. 연후 부친은 또 리틀 리그 야구팀에 코베인을 등록했다. 코베인은 여기서도 일부러 스트라이크 아웃을 당했다.:20–25
코베인은 학교에서 따돌림을 당하던 한 게이 학생과 친구가 된 적이 있었는데 이 때문에 그 역시도 게이 딱지가 붙어 놀림받았다. 코베인은 인터뷰에서 밝히되 게이로서 취급되던 것이 스스로로서는 즐거웠다 했으며 이유가 자기가 원체 사람을 혐오하는데 자기를 게이라고 생각해 주니 자기를 혼자두더라는 것이다. "나 자신이 게이라는 것이 몹시도 자랑스러웠다. 실은 게이가 아니었지만서도"라 했던만큼 코베인이 실지로 게이였던 것은 아니었다. 한번은 그 친구가 키스를 시도했더니 물러나면서 게이가 아님을 밝힌 적도 있었다. 그리고서 친구로 남았다. 1993년 《더 애드보케이트》 인터뷰에서 밝히되 자기는 "정신적 게이(gay in spirit)"로서 "어쩌면은 양성애자인지도" 모르겠다고도 했다. 또한 밝히되 애버딘 어름의 트럭에 "신은 곧 게이"라고 스프레이로 갈겨봤었었다고 했다. 한번은 버스 외 다른 탈것에다 스프레이로써 "ain't got no how watchamacallit"라 휘갈긴 죄목으로 구속된 적이 있었다.:68 코베인 자신의 일기에 보면 "나는 게이가 아니다. 다만 나 자신은 그랬으면 했다. 호모포비아는 좆이나 까라"고도 쓰여 있다.
코베인은 학교에서 있으면서 자주 그림을 그렸다. 그린 것은 많았지만 특히나 인체해부도를 많이 따라 그렸다 한다. 한번은 미술시간에 캐리커처를 그리는 과제를 받아서 마이클 잭슨을 그렸더니 선생은 그린 그림을 보고 복도에 내걸기에는 부적절하다고 일러 주었다. 그러자 코베인은 이번에는 로널드 레이건을 "비호감하게" 그려 제출했다.:41 코베인의 학우며 가족이며 한목소리로 동의하듯이 그가 처음으로 관람한 콘서트는 새미 해거와 쿼터플래시가 1983년 시애틀 센터 콜로세움에서 열었던 공연이었던 듯하다.:44 그러나 코베인 본인은 자기가 처음으로 관람했던 공연은 멜빈스의 콘서트라 했으며, 또한 이 경험을 가지고서 자기의 일기에도 여러 번 그 회고를 남겼었다.:45 워싱턴주 몬테소나의 여느 청년과 같이 코베인은 그곳의 펑크 록에서 일탈을 구하고자 했으며, 시애틀까지 공연을 보러도 많이 갔다.

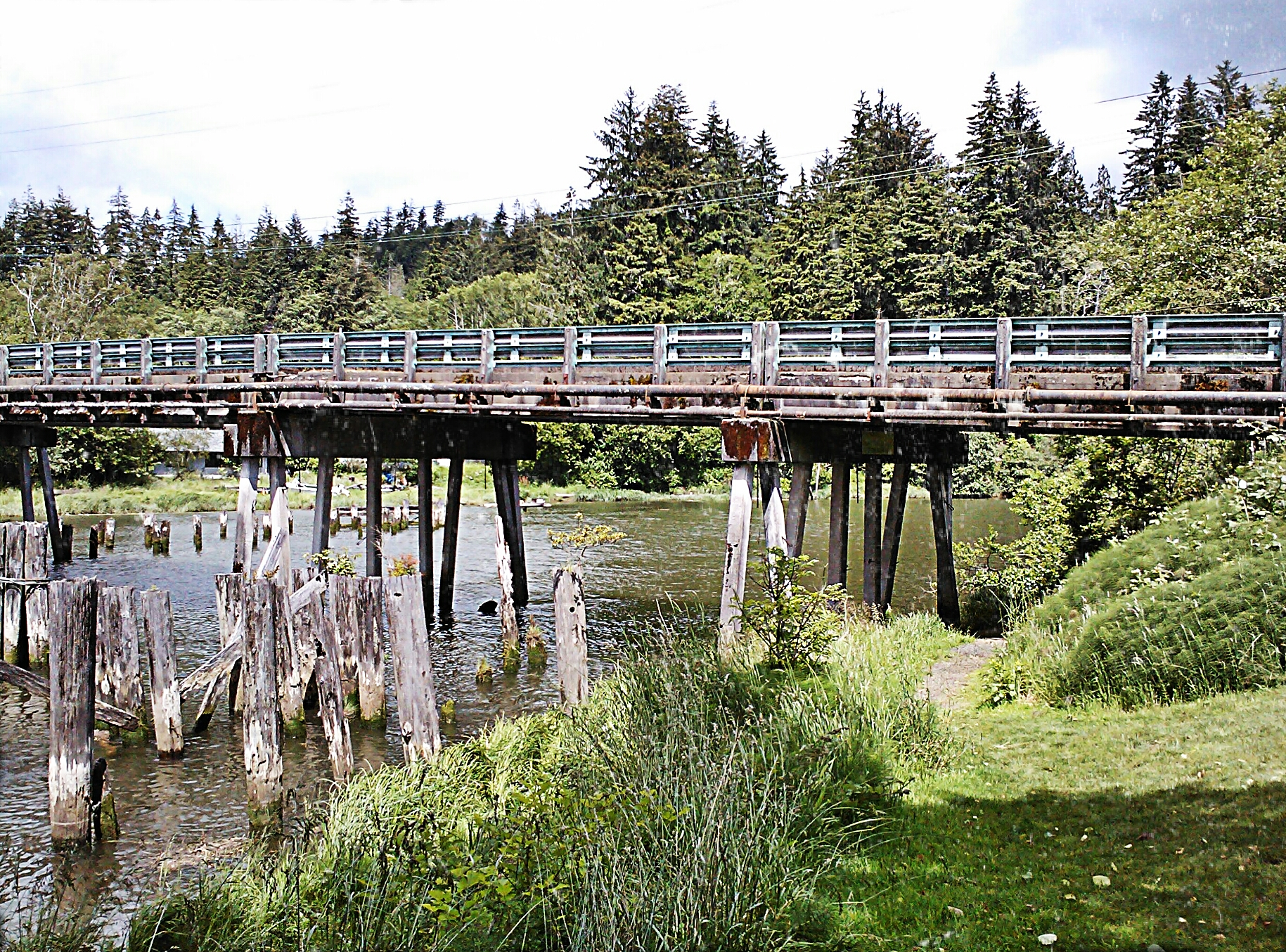
코베인이 이곳에서 살았다고 주장하는 다리.

고등학교 2학년 때부터는 애버딘의 모친네 집에서 얹혀살았다. 그러나 애버딘 고등학교에서 졸업을 단 2주 앞두고 퇴학을 당하면서(사유는 학점미달) 얹혀살기도 여의치 못하게 되었다. 모친은 이에 두 가지의 선택지를 주었는데 하나는 일을 구하는 것이고 다른 하나는 짐을 싸 나가는 것이었다. 호령이 있은 지 일주일 후 코베인은 자기의 옷가지며 기타 물품들이 박스에 담겨 포장된 것을 발견하게 된다.:35 코베인은 여기서 모친에게 버림받았다는 괴로움을 느꼈다고 한다. 집을 나선 코베인이 몸을 부친 곳은 친구네 집이었다.:35 이렇게 살면서도 가끔 모친네 지하실을 숨어들어 기거한 일도 있었던 모양이다.:37 코베인 자신의 주장에 의하면 자신의 이 "노숙시대"에 한번은 위시카 강에 걸쳐진 다리 아래서 몸을 부치기도 하였다 한다.:37 이 경험을 살려서 써진 곡이 바로 〈Something in the Way〉. 그렇지만 이것은 어디까지나 코베인 본인의 주장으로 너바나의 베이스를 맡은 크리스 노보셀릭은 논박하되 "거기서 있기는 많이 있었습니다. 근데 거기가 원체 뻘밭이라 살지는 못해요. 밀물 썰물이 다 있는 곳인걸. 코베인 고 녀석의 이른바 "수정주의"라는 거지요" 했다.
1986년 말경 코베인은 한 아파트로 이주했다. 셋돈은 폴리네지안 리조트(The Polynesian Resort)라는 곳에서 일하면서 댔다.:43 이곳에 사는 동안 코베인은 워싱턴주 올림피아로 록 콘서트를 보러 여러 번 갔다.:46 그리고 이렇게 올림피아를 방문한 동안 트레이시 머랜더라는 여자와 연인의 관계를 가지게 되었다. 둘이의 관계는 깊어졌으나 돈 문제와 순연으로 해서 코베인이 부재하는 문제로 여러 번 다투었다 한다. 머랜더는 시애틀 터코마 국제공항의 한 카페테리아에서 일하고 또 종종 음식을 훔치면서까지 가계를 지탱하고자 했다. 머랜더와의 동거 기간 코베인의 생활은 대개 늦저녁까지 쿨쿨 자다가 깨서 텔레비전을 보고 미술작품에 집중하는 것이었다. 일을 좀 구하라는 머랜더의 호통은 말싸움으로까지 번지고는 했고, 이 일에서 써진 것이 너바나의 제1집 《Bleach》에 수록된 〈About a Girl〉이다. 본반에 있어서 머랜더는 재킷 사진을 찍어준 사람으로 크레디트되어 있으며, 그녀 자신이 밝히기로 코베인이 〈About a Girl〉을 자기를 향해 쓴 것을 알기는 그의 죽은 뒤의 일이었다고 했다.:88–93:116–117:122:134–136:143:153
머랜더와는 얼마 있어서 헤어졌다. 헤어지고는 이제는 비키니 킬 소속의 좀 알아주던 펑크 록 잡지를 쓰던 토비 베일이라는 여자와 사귐을 시작했다. 코베인의 베일을 향한 열정이 얼마나 대단했던지 한번은 베일을 만나고 나서 베일을 향한 자기의 격정한 마음에 구토를 한 적이 있었다. 〈Aneurysm〉의 가사 중 "love you so much it makes me sick"라는 대목은 바로 이 일을 두고 쓴 것이다.:152 당시 코베인은 베일을 여성판의 자기로까지 여겼지만 둘이의 관계는 점차 서먹해졌다. 코베인은 말하자면 전통적인 연인관계에서 빚어지는 일종의 모성을 바랬던 것이다. 반면 토니 베일은 반문화적 펑크 록 커뮤니티에서 성차별주의자로서 통하던 인물이었다. 베일이 사귀던 연인들은 베일의 친구가 형용한 바 자기의 "패션 액세서리"에 불과한 것이었다.:153 둘이는 만나서는 정치나 철학적 문제들을 같이 토론하고는 했다. 1990년에는 'Bathtub Is Real'이라는 프로젝트를 지어 놓았는데 그 내용인즉 둘이가 기타와 드럼을 치고 노래를 하는 것으로서 녹음은 베일의 부친이 가지고 있던 4 트랙짜리 테이프기를 가지고서 했다. 2009년 에버렛 트루가 쓴 《너바나 전기》(Nirvana: The Biography)를 보면 베일의 말이 이하와 같이 쓰여 있다.
자기가 쓴 곡은 자기가 연주하고 내가 쓴 곡은 내가 연주하는 식이었는데 녹음은 아빠한테서 가져온 4 트랙짜리로 했다. 몇 번은 내가 코베인이 쓴 것을 부르고 거기에 드럼 연주를 베풀기도 하면서 (...) 코베인은 내가 노래를 짓는다는 것 자체에 굉장히 경도되어 있었다. 그 전까지 코베인은 여자와 곡을 연주해 본 적이 없었던 것 같달까. 나와의 연주가 거대한 영감과 즐거움을 불어넣어줬으리라.

슬림 문이 표현한 바 이들의 음악은 "올림피아가 그로써 이름난 바 조용한 미니멀적 팝 송에 닮았다. 둘이 다함께 노래를 하는데 참으로 듣기 좋다." 베일과 지내는 동안의 일들은 너바나의 제2집 《Nevermind》의 대다수의 곡의 제재가 되어 주었다. 한번은 둘이와 베일과 같은 비키니 킬의 캐슬린 한나가 무정부주의 및 펑크 록에 대한 의견을 주고받던 중 한나가 커트가 살던 아파트 벽에다 스프레이를 써갈기기를 "Kurt Smells Like Teen Spirit"이라 했다. 여기서의 "Teen Spirit"이란 베일이 당시 사용하던 데오도런트의 이름이었다. 코베인은 이 사실을 모르고 멋대로 혁명적 의미가 있겠거니 하고 받아들였으며 곧 노래 〈Smells Like Teen Spirit〉의 제목으로 삼았다.

## 음악가로서

### 너바나 이전까지
1981년 2월 20일 그의 14번째 생일이 되던 날이었다. 삼촌이 묻기를 자전거와 자기가 쓰던 기타 중 어느 게 좋으냐고 했더니 기타가 좋다고 했다. 받은 기타로써 코베인은 레드 제플린의 〈Stairway to Heaven〉를 쳐보려고 했다. 곧 코베인은 〈Louie Louie〉, 퀸의 〈Another One Bites the Dust〉, 더 카스의 〈My Best Friend's Girl〉의 치는 법을 배웠다. 그다음은 자작곡을 쓰는 일이었다. 코베인 자신은 왼손잡이였으나 억지로 오른손을 써야 했었다.:22
1985년 애버딘 고등학교에서 퇴학당하고 곧 피컬 메터를 결성했다. 코베인과 친구들의 이렇듯 "장난삼아서 꾸린 밴드들"의 회원 가운데 멜빈스와 관련된 인물들 역시 있었다. 그리하여서 이 밴드에서 처음에는 코베인이 노래와 기타를 멜빈스의 드러머인 데일 크로버가 베이스를 그레그 호캔슨이 드럼을 하는 구성이 있기도 했다. 코베인의 밴드는 자작곡과 커버곡을 아울러서 리허설하곤 했는데 커버한 밴드 및 음악가들 가운데는 라몬즈, 레드 제플린, 지미 헨드릭스가 있었다. 피컬 매터는 1986년 해산되었다.
고등학교를 다니는 동안 코베인은 자기와 음악을 같이 할 사람을 통 구할 수 없었다. 그리고 멜빈스와 어울려 음악하면서 펑크 록의 대단한 추종자 크리스 노보셀릭을 만났다. 노보셀릭의 모친이 미용실을 하고 있었는데 둘이는 이 미용실의 윗층에서 연습을 하고는 했다. 그리고서 몇 년이 흘러 코베인은 노보셀릭에게 밴드를 해보자고 제언하며 피컬 매터 때 만들어 두었던 데모 테이프를 건냈다.

### 너바나에서

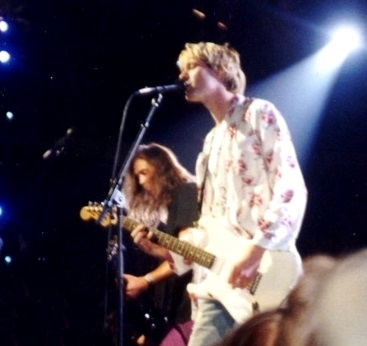
1992년 MTV 비디오 뮤직 어워드에서 연예중의 코베인과 노보셀릭.

몇 달을 계속한 코베인의 제언에 노보셀릭은 결국 이에 동의하고, 이로써 너바나는 결성되었다.:45 당시 종교는 코베인에게 있어 창작을 위한 좋은 제재가 되어 주었다. 기독교적 상징물을 자기의 작품에 가져다 쓰는가 하면 자이나교며 불교에 빠져 있기도 했던 것이다. '너바나' 즉 '열반'은 불교의 개념이다. 코베인 자신은 이 열반을 "고통 및 괴로움 및 외계로부터의 해방"으로서 해석하고 있었는데, 이는 곧 코베인 스스로가 여겼던 바 펑크 록의 에토스와 이데올로기와도 마침맞는 것이었다.
밴드가 결성된 지 얼마 되지 않아 코베인은 곧 순연에 염증을 느껴 버린다. 너바나는 관중을 모으기에 인지도도 턱이 없고 밴드 멤버를 모으는 것도 쉽지 않은 일이었다. 그리하여 처음 몇 년은 드러머를 몇 번이고 갈아치우면서 연예에 나서야 했다. 그렇게 갈아치우면서 결국 정해진 것이 채드 채닝이었다. 이렇게 채닝과 너바나의 1집 《Bleach》를 취입하고 1989년 서브 팝 레코드에서 발매했다. 코베인은 그러나 채닝의 주법이 통 마음에 들지를 않았고 결국은 내보냈다. 채닝의 나간 자리를 없앤 것은 데이브 그롤이었다. 그리하여 새로 구한 드러머 그롤과 함께 1991년 2집이 되는 《Nevermind》를 취입했다. 이 앨범보다도 이 앨범에 든 싱글 〈Smells Like Teen Spirit〉이 문제였다. 〈Smells Like Teen Spirit〉은 폭발적이리만치 성공해서 너바나는 곧바로 주류의 자리까지 올라섰으며 아울러서 얼터너티브 록 안에다가 '그런지'라는 이름을 똑똑히 새겨넣기 이른다. 너바나는 지금으로 따져서 미국 일국만을 보면 2,500만 장 음반을 전세계적으로 보면 8,000만 장 음반을 팔았다. 《Nevermind》가 이룩한 것은 비단 너바나 본인들만의 유명해짐만이 아니었다. 그와 같은 시애틀의 밴드들 즉 앨리스 인 체인스, 펄 잼, 사운드가든까지도 그 수혜를 입어 보다 더 많은 인지를 얻을 수 있었다. 《Nevermind》가 쏘아올린 이같은 복합적 계기로써 얼터너티브 록은 1990년대 중초엽 곧 시장 자체를 독점해 버리다시피 했다. 너바나는 당시 "X 세대의 대표적 밴드"로서 주지되었으며 코베인 자신은 세대의 "대변자"로서 일컬어짐을 받았으나 코베인은 이를 몹시 못마땅히 여겼으며 대중이 자기의 사상 및 예술적 지향을 오해하고 있다고 생각했다.
너바나의 전혀 의외의 대성공을 맞닥뜨린 코베인은 이제 너바나의 근본적 언더그라운드적 성격을 어떻게 하면 해치지 않고 활동할 수 있을지에 골머리를 썩혔다. 한편으로 미디어에서의 자기에 대한 들볶음에 자기를 프랜시스 파머나 된 것 같다고 한탄했다. 점차로 코베인의 무지한 팬―팬을 자칭하는 주제에 너바나의 사회적·정치적 시각을 이해하기를 거부하거나 오히려는 오해하기까지 하는―을 향한 분노는 커져갔다. 성차별·인종차별·동성애혐오의 반대자로서 코베인은 1992년 오리건주에서 열린 동성애자권리자선행사 즉 콘서트 'No-on-Nine'에 참여하게 됨을 자랑스러워 했다('No-on-Nine'은 당시의 주민투표 'Ballot Measure Nine'의 대항적 성격으로서 개최된 행사로서 이 주민투표가 가결될 경우 동주의 모든 학교에서는 동성애를 "비정상하며 그릇되며 비자연하며 비꾸러진" 것으로서 교육하게 된다). 또한 중절합법화운동에 힘을 보태어 L7의 록 포 초이스 캠페인에도 참여했다. 이 일로써 한번은 중절합법화반대 캠페인 쪽의 반대자들로부터의 살인협박이 있기도 했다. 이 가운데는 무대로 올라오는 즉시 쏘아 죽이겠다는 둥 내용도 있었다.:253

### 너바나 외에서
1989년 너바나의 멤버들과 같은 얼터너티브 록 밴드인 스크리밍 트리스가 "더 주리(the Jury)"라는 프로젝트를 했던 적이 있었다. 구성인즉 코베인이 보컬 및 기타, 마크 래네건이 보컬, 크리스 노보셀릭이 베이스, 마크 피커럴이 드럼이었다. 1989년 8월 20일 그리고 28일의 이틀에 걸친 세션에서 총 네 곡이 녹음되었는데 매거하면 레드 벨리의 〈Where Did You Sleep Last Night?〉·〈Grey Goose〉의 무보컬 버전·〈Ain't It a Shame〉·〈They Hung Him on a Cross〉 이렇게였다. 여기서 〈They Hung Him on a Cross〉의 경우는 다른 이의 참여는 전혀 없이 코베인 혼자서 부르고 친 곡이다. 곡의 구성이 왜 이러하냐면 코베인이 친구 슬림 문에게 《Lead Belly's Last Sessions》를 받아 듣고서는 이에 감명을 받았던 탓이다. 코베인은 레드 벨리를 듣고서는 "레드 벨리의 거의 육체적 표현에 가까운 그 갈망이며 욕구에 공감했다"고 하기도 했다.
1992년 윌리엄 S. 버로스와 연락이 닿아 합작이 가능한지를 물었다. 버로스는 이에 회답하여 〈The Junky's Christmas〉를 전달했다(버로스가 캔자스주 로렌스의 자기 녹음실에서 취입). 그로부터 두 달 뒤에 시애틀의 한 스튜디오에서 코베인은 〈Silent Night〉와 〈To Anacreon in Heaven〉에서 음을 따 가지고 〈The Junky's Christmas〉에 기타 연주를 덧입혔다. 그러고서 얼마 안 되어 로렌스에서 만남을 가진 둘이는 〈The Junky's Christmas〉의 스포큰 워드판으로 〈The "Priest" They Called Him〉을 함께 만들었다.

## 영향
코베인에게 음악적 영향을 줌에 가장 이르고 오래간 음악가로서 비틀즈를 논하지 않을 수 없다. 코베인의 이모 마리 코베인이 두 살 적에 그에게 들려준 것이 〈Hey Jude〉였다.:9 이하는 1993년 존 새비지에게 털어놓은 회고. "이모가 비틀즈의 음반을 여럿 가져오셨습니다. 때문에 [어릴 적 듣고 자란 것은] 거의가 비틀즈의 것이라 하겠습니다. 또 운이 좋은 날이면 싱글을 하나 살 수도 있었습죠." 코베인은 비틀즈 가운데서도 특히나 존 레논에 유별한 애정을 가졌다. 코베인의 일기장을 엮어 펴낸 《저널스》를 보면 그를 자기의 '우상'으로조차 불렀음을 확인할 수 있다. 한편으로 비틀즈의 또다른 그에의 영향력을 살펴보면 1989년의 1집 앨범 《Bleach》의 수록곡 〈About a Girl〉을 씀에 3시간 동안 《Meet the Beatles!》를 들었다는 기록이 있다.:121
바야흐로 70년대 코베인은 하드 록과 헤비 메탈에 크게 심취했다. 그가 이 시대 빠졌던 밴드에 레드 제플린, AC/DC, 블랙 사바스, 에어로스미스, 퀸, 키스가 있었으며, 너바나에서도 그에 대한 애정은 식을 줄 몰라 제플린의 〈Heartbreaker〉·〈Moby Dick〉·〈Immigrant Song〉과 블랙 사바스의 〈Hand of Doom〉과 키스의 〈Do You Love Me?〉의 커버가 존재하며 아울러 앨범 《Incesticide》의 수록인 〈Aero Zeppelin〉은 레드 제플린과 에어로스미스에 대한 헌정으로서 쓴 것이다. 코베인은 이 중에 퀸을 들어서는 각별히 말하되 "밴에서 곧잘 잠을 청하고는 했는데 또 거기서 퀸을 엄청 들었어요. 거듭거듭을 들으면서 한번은 밴의 배터리가 소진해 버린 때도 있었어요. 퀸을 어찌나 들었던지 배터리가 아주 나가 버렸지 뭐예요." 했었다.
청년기에 있어 펑크 록은 또 하나의 대단한 예술적·태도적 영향을 그에게 끼쳤다. 코베인의 접한 첫 번째 펑크 록 앨범은 더 클래시의 《Sandinista!》였다.:169 그러나 더 클래시를 향한 관심은 같은 70년대 영국 밴드인 섹스 피스톨스를 접하면서부터 쇠잔하고 만다. 코베인 자신이 일기장에도 남겼지만 그에게 섹스 피스톨스는 "더 클래시보다 백만배는 중요한" 밴드였던 것이다.
바야흐로 80년대 코베인은 미국의 여러 하드코어 밴드를 아울러 접하게 된다. 이것은 멜빈스의 기타리스트 겸 싱어였던 버즈 오스본에 의한 것으로서 이렇게 인지하게 된 밴드에 블랙 플래그, 배드 브레인스, 밀리언스 오브 데드 캅스 등이 있었다. 오스본은 코베인에게 몸소 자기의 음반 및 디트로이트의 잡지 《크림》을 돌려주어 펑크에 대한 것을 가르쳐 주었다. 그런 가르침 외 멜빈스의 음악 자체에서부터도 코베인은 큰 영향을 받았다. 너바나의 1집 《Bleach》를 들어 보면 알 수 있음같이 이 앨범의 중후하고 그런지스런 소리가 곧 그들 멜빈스에서 비롯된 것이었다. 이외 이 시대에 영향을 받은 장르에 프로토펑크가 있었다. 이 중 대표되는 것 두 가지를 꼽아 더 스투지스와 벨벳 언더그라운드를 들 수 있는데, 더 스투지스의 경우 그들의 1973년 앨범 《Raw Power》를 어찌나 인상적으로 들었던지 자기의 일기에서 선록한 역대 최고의 앨범 서열에서 이 앨범을 1위에 올리기도 했다. 벨벳 언더그라운드의 경우 그들의 1968년 노래 〈Here She Comes Now〉를 너바나로서 스튜디오와 라이브에서 아울러 연주한 바 있다.
바야흐로 성인이 된 80년대 코베인이 자기의 작곡적 나침반으로 삼았던 밴드가 곧 얼터너티브 록 밴드 픽시스였다. 1992년 코베인은 《멜로디 메이커》와의 인터뷰에서 밝히되 이들의 1집이던 《Surfer Rosa》를 들음으로써 블랙 플래그의 영향받음의 작곡에서 《Nevermind》에서 나타남같은 이기 팝·에어로스미스의 영향받음의 작곡으로 옮아갈 수 있었다고 했다. 이하 1993년 《롤링 스톤》 인터뷰에서는 〈Smells Like Teen Spirit〉을 들어 이 곡이 실은 픽시스를 훔치려는 시도에서 쓰였음을 밝혔다. "근본적으로 픽시를 베끼려고 했어요. 그것은 인정할 수밖에요. 픽시스를 처음 접했을 때는 말입니다―그네들과 어찌나 웅숭깊히 연결된 감각을 느꼈던지―제가 픽시스에 있었어야 했다 혹은 최소한 픽시스의 커버 밴드라도 했어야 했다는 생각이 들었습니다. 우리가 하는 것은 결국 픽시스가 하는 것이라고, 무르고 연한 소리에서 돌연 듣그럽고 강한 소리로 옮겨지는 그것에 불과하단 말이지요."
코베인의 이렇듯 얼터너티브 록을 듣기는 그들 외에도 소닉 유스와 R.E.M. 등 밴드로 점차 확대되었다. 소닉 유스와 R.E.M.과는 너바나를 창립한 이래 친한 사이가 되었으며 또한 그들의 도움을 구한 적도 있었다. 너바나가 1990년 DGC 레코드와 계약게 된 것은 바로 소닉 유스의 킴 고든의 조언을 얻고서 한 일이었다.:162 또한 소닉 유스와는 1991년 여름에 2주간 유럽에서 공동순연을 돌았던 적이 있었으며 이것은 1992년의 다큐멘터리 《1991: The Year Punk Broke》에서도 찾아볼 수 있다. 그리고 R.E.M.를 들어서는 이렇게 부러움을 밝힌 적이 있다. "두어 개나마 그들만치 좋은 곡을 써낼 수 있더면 어찌나 좋을지··· 도대체가 어떻게 해야 그들같은 밴드가 있을 수 있냐 말입니다. 그야말로 천하무쌍이 아닙니까. 성공을 꼭 성자와 같이 받아들이면서도 그러면서도 음악은 꾸준하게 좋다는 것이 말이 됩니까."
너바나로써 대성하고서는 인디 밴드를 적극으로 밀어주고자 했다. 스튜디오 내외를 막론하여 바셀린스, 미트 퍼페츠, 위스퍼스, 팽 등 인디들의 곡을 커버하고 사람이 떼로 몰리는 행사 때면 다니엘 존스턴의 티셔츠를 꺼내 입는 한편 팔뚝에 K 마트의 로고를 삭이고 1993년 말에서 1994년 초까지의 《In Utero》 순연을 함에는 벗홀 서퍼스, 쇼넨 나이프, 초크보어, 하프 재패니즈 등 인디들을 그러모아 더불어 순연을 돌고자 했다. 높아진 코베인의 이름에 존경하는 음악가들도 선뜻 그의 청에 응했다. 점스의 기타리스트였던 팻 스미스가 1993년 너바나에 합류하고 동년의 《MTV 언플러그드》 연예 시에는 미트 퍼페츠가 그들과 동석하여 본인들의 2집 《Meat Puppets II》상의 수록곡 세 곡을 연예했다.
앞서서 언급하였던 언플러그드의 세트리스트에는 데이비드 보위의 〈The Man Who Sold the World〉 및 레드 벨리가 부른 바 있는 미국의 민요 〈Where Did You Sleep Last Night〉가 아울러 있었다. 코베인은 이 중에 레드 벨리를 들어 자기의 가장 사랑하는 음악가라고 했으며 93년의 인터뷰에서 밝히기로는 그를 알기는 윌리엄 S. 버로우의 글발을 읽음으로써 된 것이라 이렇게 말했다. "기억하기로 인터뷰에서 이런 말을 했습니다. '이즈막의 이른바 '로큰롤 키즈'라는 것들은 자기네들의 기타일랑 저만치 던져 버리고 우선은 레드 벨리와 같은 진정한 영혼의 음악을 들어 볼 일이다.' 레드 벨리를 듣기는 그의 레코드를 두어 장 사고서의 일이었어요. 들어서 보니 참말이지 역사상 최고의 음악입니다. 지금껏 들어온 어떤 로큰롤보다도 이것을 사랑해 마지않아요."
언플러그드에서의 어쿠스틱 공연은 곧 1994년 그의 사후 앨범으로서 발매되었다. 이 앨범은 다시 말하면 코베인의 장래의 음악의 방향을 짐작하게 해주는 것일지도 모른다. 이 작품은 R.E.M.의 1992년 앨범 《Automatic for the People》과 상당히 견주어졌으며 1993년 코베인 스스로가 밝히기에 너바나의 차기 앨범은 "상당히 초속적(超俗的)인 어쿠스틱, 다시 말해 R.E.M 최신 앨범과 같은" 것이 될 것 같다고 했다. 1994년 R.E.M.의 마이클 스티페는 차기 앨범에 대하여 그와 얽힌 일화를 밝혀 이와 같은 말을 남겼다. "에에, 다음으로 향할 방향성에 대해 상당히 많은 말을 늘어놓더군요. 너바나의 차기작의 소리가 어떠할는지 그것은 예상이 됩니다. 즉 굉장히 조용하고 어쿠스틱한 것으로서 그에 더하여 여러 현악음이 베풀어지는 것이지요. 분명 죽여주는 앨범이 됐을 텐데 그렇게 제 손으로 목숨을 끊다니 골이 날밖에요. 원래는 말입니다, 그 애와 앨범의 데모 테이프를 제작할 예정이 있었어요. 준비도 다 돼 있었어요. 항공권도 있지 태울 차도 있지. 근데 말입니다, 최후의 순간에 전화해서 하는 말이 "못 가겠어"라지 뭡니까."

## 음악·미술관

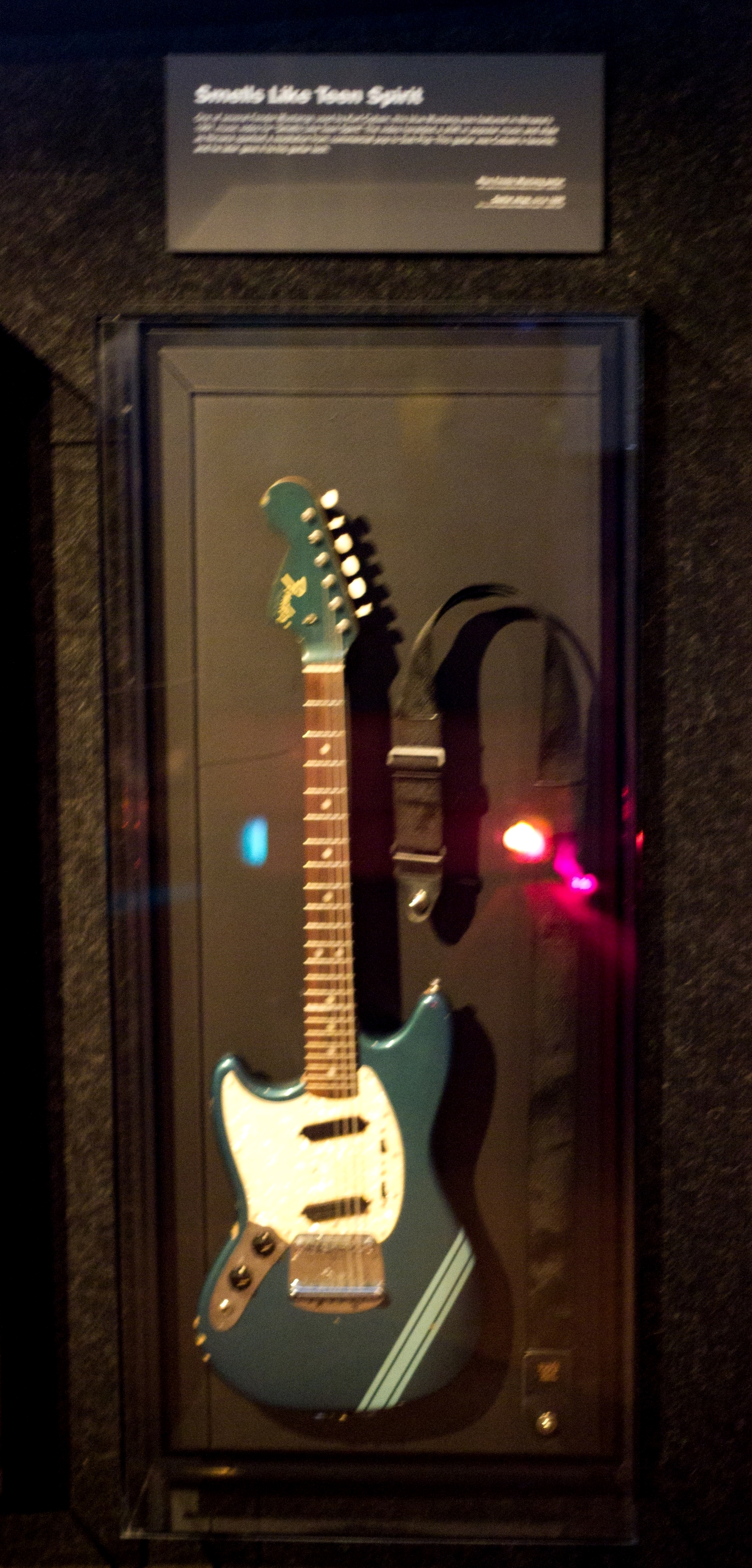
시애틀 대중문화 박물관에 전시된 그의 레이크 플라시드 블루 펜더 머스탱. 〈Smells Like Teen Spirit〉의 뮤직비디오에서 들고 나왔던 그것.

데이브 그롤이 밝히기로 코베인은 노래에서 먼저로 음악이 나오고 다음으로 가사가 붙는다고 여겼다 한다. 코베인이 노래에서 가장 중요히 여겼던 것은 멜로디였다.
자기의 가창을 해석하려 들거나 또는 가사의 속뜻을 캐어내려 하던 팬들과 록 평론가에 대하여 코베인은 몹시도 분개하였다. "평론가들은 도대체가 어떻게 되어먹은 것들이냐. 내 가사의 필사본의 열의 아홉은 전혀 틀리게 된 것임에도 불구하고 얼토당토 않은 프로이트식 비평을 끼워맞추려 하니 말이다." 하고.:182 코베인 스스로는 가사를 일러 어디까지나 주관적인 것이며 또 곡에 있어 별로 중요치 않은 것이라 했지만, 사실로서 코베인은 가사를 씀에 몹시 고민하고 또 오랜 시간을 들였는가 하면 공연에서 가사의 내용과 순서를 다르게 부르기 일쑤였다.:177 그가 생각한 자신의 가사는 이러했다. "자기모순 덩어리. 이것은 크게 다음과 같이 분류될 수 있으니 첫째는 내가 품은 가장 진심어린 의견, 둘째는 나의 비아냥스러운 의견, 셋째는 나의 감정, 넷째는 내가 과반래 진저리를 쳐 마지않던 보헤미안적 이상에 대한 비아냥스러운 희망적·골계적인 반박."
코베인이 처음 염두에 두기로 《Nevermind》는 각각의 면이 각각의 주제를 담은 곡으로 되었을 예정이었다. 즉 한 면은 소년(Boy)의 면, 다른 한 면이 소녀(Girl)의 면으로 소년의 면은 어렸을 적의 일에서 써낸 곡들을, 소녀의 면은 베일과 지내는 동안의 이울어지는 둘의 관계에서 써낸 곡들을 담는 것이다.:177 찰스 R. 크로스의 말마따나라면 "둘이가 헤어지고 넉 달이 지나는 동안 코베인은 본인의 가장 불후할 곡의 대부분을 써냈다. 이것들 모두가 곧 토비 베일에 대한 것이었다.":168–169 다만 《Nevermind》의 모든 곡이 다 그런 것은 아니니 일례로 〈Lithium〉은 베일과 무관계로 쓴 곡이지만 나중에 베일과 관련짓도록 가사를 고쳐 쓴 것이다. "나의 가장 개인적인 경험들―즉 연인과의 헤어짐이라든가, 그 연인과 못난 관계를 가졌던 것이라든가 등 거기서의 느낀 죽음의 공허와도 같은 감정을 곡중의 인물은 느끼는 것이다. 다시 말해 병적이리만치의 고독감을."이라는 것이 코베인이 《뮤지션》에서 밝힌 바. 그러나 한편 《In Utero》를 일러서는 "대부분이 비개인적인" 것이라 일축했다. 말은 그렇지만서도 부모의 이혼에 대한 받아들임 및 명성 및 코트니 러브와의 관계에 대한 대중적 인식 및 본인의 대중적 인식을 표현한 듯한 〈Serve the Servants〉, 임신과 여성해부도적 주제로써 러브와의 열애적 관계를 표현한 듯한 〈Heart-Shaped Box〉, 그리고 강간에 대하여 객관으로써 생각을 전한 〈Rape Me〉며 마약중독과 낙태를 소재로 한 〈Pennyroyal Tea〉, 시애틀내기 프랜시스 파머의 곡절과 여성권에 대한 〈Frances Farmer Will Have Her Revenge on Seattle〉 등을 볼 때 본인의 그같은 주장은 힘을 잃는 것이다.
코베인은 작곡 외 다른 미술적 프로젝트에서도 그만큼의 열정을 쏟아냈다. 이같은 그의 미술작품은 그의 가사에서와 같은 주제를 가진 것이 많은데 대개가 코베인 특유의 어둡고 괴괴한 유머감각을 녹여낸 것이었다. 몇 가지 그의 예술세계에 큰 영향을 미친 것으로서 그가 경도되어 있던 생리학이라든지 본인의 그 알 수 없던 병증이라든지와 인체해부도가 있었다. 이와 관련하여 노보셀릭이 한 말이 있다. "커트는 자기가 단도직입적인 것을 혐오한다고 했었습니다. 말하자면 은연한 것을 좋아했던 것입니다. 한번은 정육점의 전단지를 가지고 거기 있는 고기 사진을 일일이 오려내고 또 그 위에다가 난초를 덕지덕지 붙히고 ... 그리고 보세요. 《In Utero》는 모든 게 다 신체와 관련된 것이 아닙니까. 그것도 인체해부도적인 것을. 그놈은 그걸 엄청 좋아했어요. 보시면 아시다시피 여기 나오는 인물인물이 다 흉측하지 않습니까? 꼭 변종이나 된다는 듯이. 인형도 아주 괴상망측한 인형처럼."
작품에 필요한 재료가 나오지 않는 날이면 주변의 보드게임이나 앨범 자켓에 쓱싹 그림을 그리고는 했는데 여기서 그림을 그리는 도구는 어디에 국한된 것이 아니라 자기의 체액까지를 쓰는 법도 있었다. 앞서 언급한 그의 일기를 펴낸 《저널》에서도 그의 그림은 보이는데 이 그림은 썩 호평을 받았다는 모양이다. 코베인의 미술은 그리 가려진 것이 아닌 게 우선 너바나의 앨범들이 일단 그의 작품을 가져 쓴 것이 많다(이를테면 대표적으로 《Incesticide》와 《In Utero》가). 또한 코베인은 뮤직비디오에 있어서도 자기의 미술적 취향을 적용하려 했는데 때문에 감독과 시비를 붙은 것이 한두번이 아니라는 모양이다.
앞서 일렀듯이 코베인은 버로스와 스포큰 워드를 녹음했으니 이름하여 〈The "Priest" They Called Him〉.:301 코베인은 버로스를 일컬어 자기의 영웅이라고 했다. 관련된 일화로 너바나가 순회로 유럽을 내방했을 당시 버로스의 《네이키드 런치》 한 부를 런던에서 사서 가지고 다녔었다고 한다.:189–190 상술하였듯 코베인은 버로스를 직접 대면했다. 그날이 1993년 10월경으로 장소는 캔자스주 로렌스의 버로스의 자택에서였다. 버로스는 그의 사후 얼마만큼의 충격도 받지 않았다고 한다.

## 사망

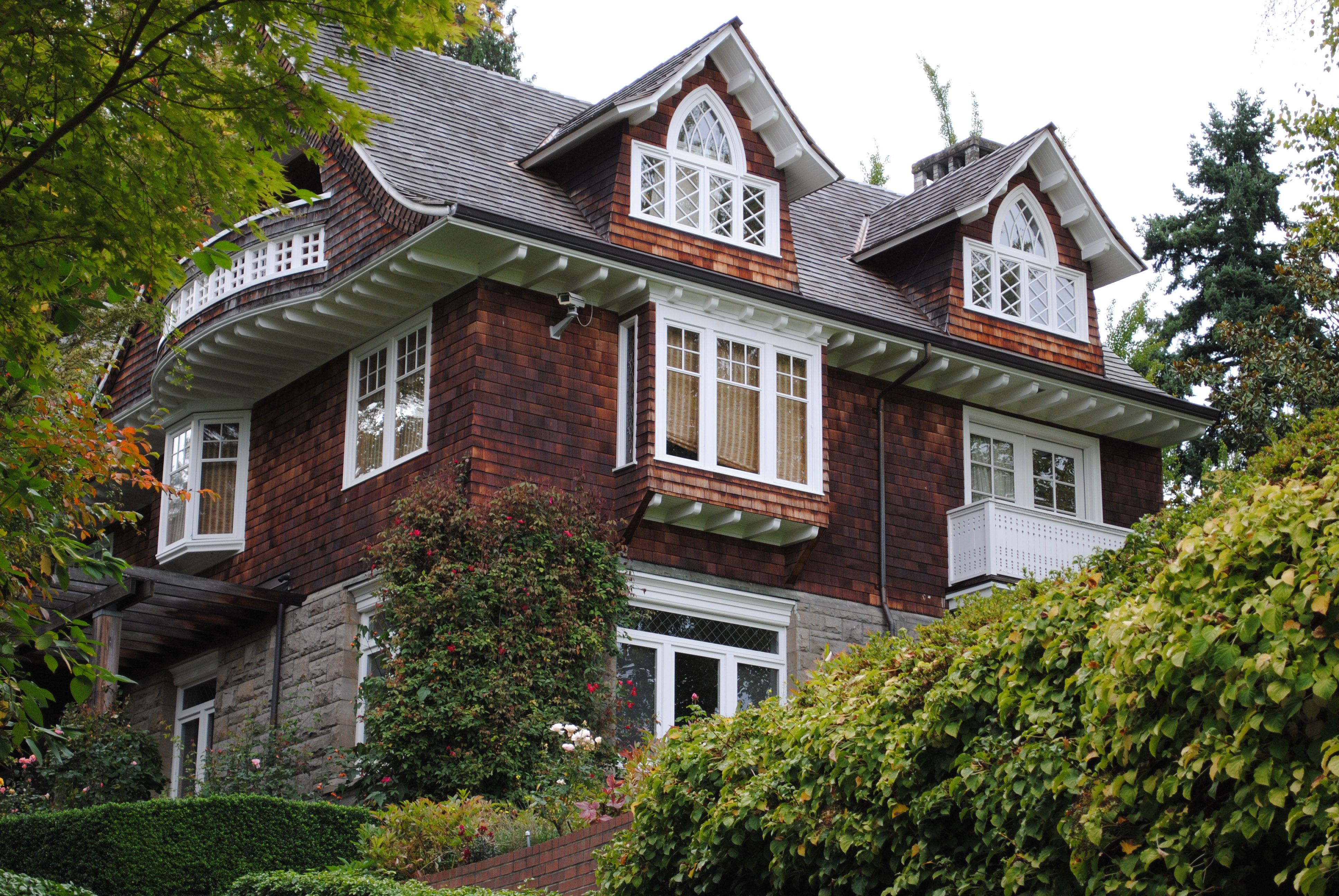
코베인이 숨을 거둔 그의 자택.

1994년 3월 1일 독일 뮌헨 터미널 아인스에서 순회공연이 끝나고서 코베인은 기관지염 및 심한 후두염을 진단받는다. 이튿날 치료를 위해 로마로 날아간 코베인은 이곳에서 3월 3일 자신의 아내 코트니 러브와 합류한다. 이튿날 아침 러브가 일어나 코베인을 찾았을 때 코베인은 샴페인과 로히프놀을 과다복용한 상태였다. 코베인은 긴급히 병원에 실려가 그날 온종일 무의식으로 지냈다. 병원에서 5일 있은 뒤 코베인은 퇴원하여 시애틀로 돌아갔다. 후일 러브는 이것을 코베인의 첫 자살시도라고 주장하였다.
1994년 3월 18일 러브는 시애틀 경찰로부터 코베인이 자살충동에 시달리고 있으며 총을 가진 상태로 문을 잠그고 방에 틀어박혔음을 알려왔다. 경찰은 코베인의 집에서 총 수정과 약병 하나를 압수했다. 코베인은 자신은 자살충동을 느끼지 않으며 총을 들고 방에 틀어박힌 것은 러브 때문에 그랬다고 말했다.
1994년 3월 25일 러브는 코베인의 마약 사용을 규제하려 인터벤션을 주선했다. 음악인 친구들과 음반사의 중역, 코베인의 막역한 친구 딜런 카슨에 이르기까지 10명의 사람이 여기에 참여했다. 코베인은 이에 참여자들에게 분노와 극심한 경멸을 표하며 결국에는 2층 침대에서 나오지 않으려 했다. 그러나 날이 끝날 무렵에 해독 프로그램을 받는 데에는 그도 동의하였다. 1994년 3월 30일 로스앤젤레스 엑소더스 재활원에 코베인은 입원하였다. 직원은 코베인의 우울증이나 자살시도에 대한 내력에 전혀 무지했다. 친구들이 그를 내방했을 때 코베인에게서 그 어떠한 부정적인 마음 상태도 관측하지 못했다고 한다. 코베인은 이날 카운슬러와 자신의 마약중독이며 개인적인 문제들에 관해 이야기하고 딸 프랜시스와 즐겁게 놀았다. 코베인이 딸을 마지막으로 본 것은 이때였다.
다음날 밤 코베인은 담배를 들고 나가서 6 피트 높이의 펜스를 넘어 시설을 탈출했다. 코베인은 택시를 잡고 로스앤젤레스 공항까지 가서 시애틀로 돌아가버렸다. 비행 중에 코베인은 건즈 앤 로지스의 더프 맥케이건의 가까운 자리에 앉았다. 코베인이 건즈 앤 로지스에 품은 반감에도 불구하고 이상스럽게도 맥케이건을 보는 코베인은 "행복해 보였다". 맥케이건은 후일에 밝히되 "자신의 모든 직감이 무언가 안 좋은 일이 생길 것이란 것"을 알려주었다고 했다.:331 코베인의 친구들과 가족은 그의 행방을 전혀 알지 못했다. 4월 2일과 3일간 코베인은 시애틀의 여러 장소에서 목격되었다. 4월 3일 러브는 사설탐정 톰 그랜트를 고용하여 코베인을 찾게 시켰다. 코베인은 이튿날 보이지 않았다. 4월 7일 너바나가 해산되었다는 소문이 시끄러운 가운데 너바나는 1994년 롤라팔루자 페스티벌 참여를 취소한다.
4월 8일 코베인의 주검이 레이크 워싱턴 대로에 위치한 자택에서 전기기사 게리 스미스에 의해 발견된다. 집에 보안 시스템 설치차 방문했던 게리는 코베인의 귀에서 흘러나온 다소의 피를 제외하면 어떠한 상처도 찾아볼 수 없었기에 처음에는 코베인이 잠든 것이라고 생각했으나, 샷건이 턱을 가리키고 있는 것을 보자 생각이 달라졌다. 발견된 유서에서는 코베인의 어릴 적 상상의 친구 보다(Boddah)를 언급하는 내용이 있었으며 코베인은 "근 몇 년간 노래를 듣는 것은 고사하고 작곡이나 독서나 작문에서조차 즐거움을 느끼지 못했다."고 썼다. 고농도의 헤로인과 다이아제팜의 흔적이 신체에서 발견되었다. 코베인의 주검은 시간이 꽤 지난 것이었고 검시관은 보고서에서 그가 죽은 시점을 1994년 4월 5일로 추정했다. 향년 27세였다.
1994년 4월 10일 시애틀 센터의 공원에서 대중에 의한 추도집회가 벌어져 7천명의 문상객을 끌어모았다.:346 먼저 녹음된 노보셀릭과 러브의 음성이 이곳에서 재생되었다. 러브는 군중에게 유서의 부분부분을 읽어주었고 읽어주면서 때로는 울거나 때로는 코베인을 꾸짖었다. 기도회가 끝날 무렵에 러브는 남아 있는 사람들에게 코베인의 옷들을 나누어주었다.:350 그롤은 코베인의 사망 소식을 두고 "평생 일어날 수 있을 일 가운데 최악의 일"이라면서 "잠에서 깨고서 그가 죽었다는 가슴아픈 소식을 듣던 날이 기억난다. 나는 이렇게 생각했었다. '아아, 오늘 깨어나 일어나고 또 내일도 그러겠지만, 코베인은 이제 없구나.'" 하였다.

## 참고 문헌
- Azerrad, Michael (1994). 《Come as You Are: The Story of Nirvana》. Doubleday. ISBN 0-385-47199-8.
- Burlingame, Jeff (2006). 《Kurt Cobain: Oh Well, Whatever, Nevermind》. Enslow. ISBN 0-7660-2426-1.
- Cross, Charles (2001). 《Heavier Than Heaven: A Biography of Kurt Cobain》. Hyperion. ISBN 0-7868-8402-9.
- Cross, Charles (2008). 《Cobain Unseen》. Little, Brown and Co. ISBN 0316033723.
- Kitts, Jeff (1998). 《Guitar World Presents Nirvana and the Grunge Revolution》. Hal Leonard. ISBN 0-7935-9006-X.